# Hedwig Sophie von Brandenburg

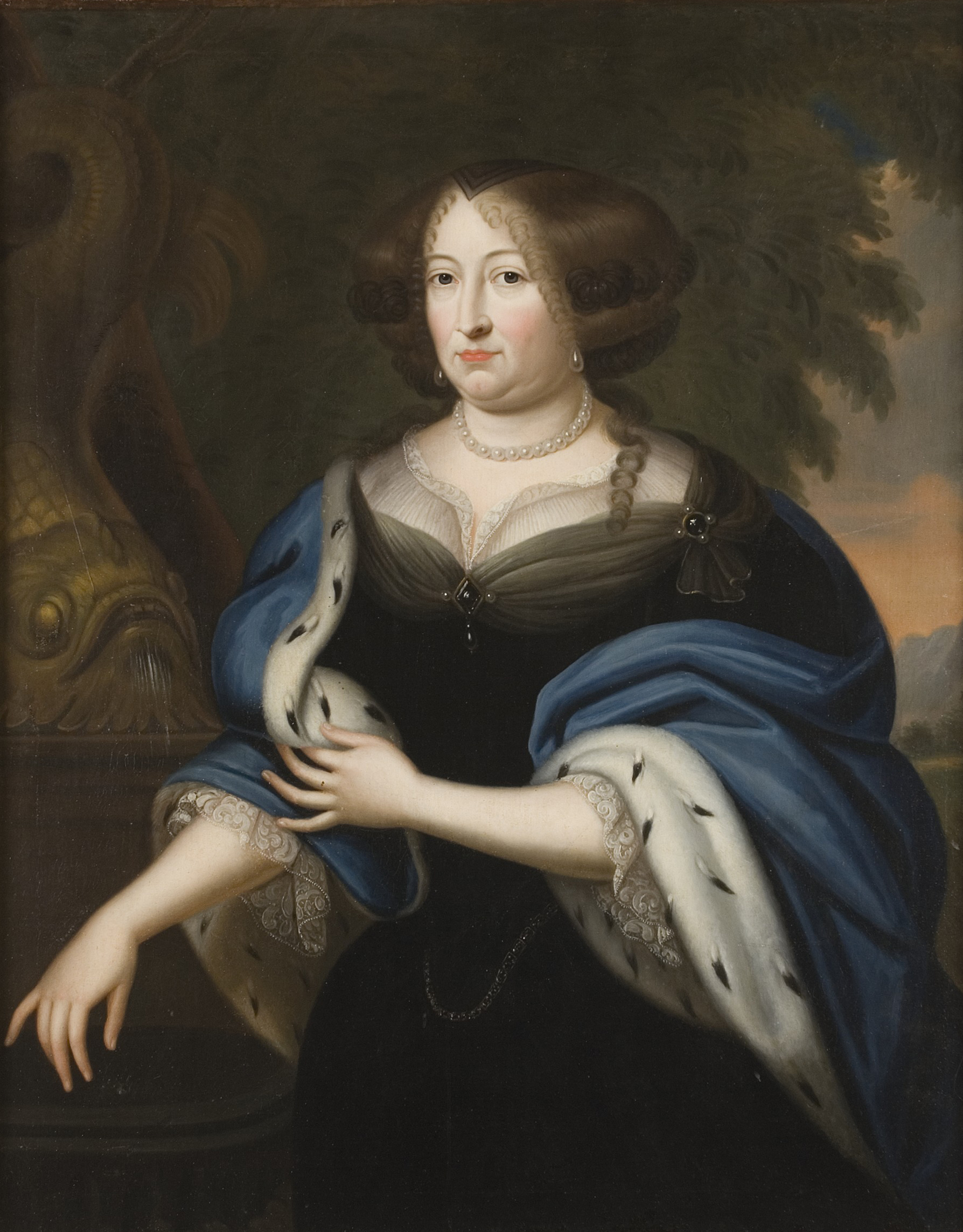
Hedwig Sophie,
Regentin von Hessen-Kassel

Hedwig Sophie von Brandenburg (* 14. Juli 1623 in Berlin; † 26. Juni 1683 in Schmalkalden) war eine deutsche Adelige. Sie war die Frau des Landgrafen Wilhelm VI. von Hessen-Kassel (* 1629; † 1663) und nach dessen Tod Regentin von Hessen-Kassel bis 1677. Sie war zudem die Mutter der Königin Charlotte Amalie von Dänemark.

## Familie
Geboren wurde Hedwig Sophie als Tochter des Kurfürsten Georg Wilhelm von Brandenburg und der Elisabeth Charlotte von der Pfalz. Aus ihrer Ehe mit Wilhelm VI. gingen hervor:
- Charlotte Amalie (* 27. April 1650; † 27. März 1714); ⚭ 25. Juni 1667 König Christian V. von Dänemark
- Wilhelm VII. (* 21. Juni 1651; † 21. November 1670)
- Luise (* 11. September 1652; † 23. Oktober 1652)
- Karl (* 3. August 1654; † 23. März 1730), folgte dem Bruder, Wilhelm VII., als Landgraf von Hessen-Kassel
- Philipp (* 14. Dezember 1655; † 18. Juni 1721), Landgraf von Hessen-Philippsthal; ⚭ Gräfin Katharina Amalia von Solms-Laubach
- Georg von Hessen-Kassel (* 1658 † 1675);
- Elisabeth Henriette (* 18. November 1661; † 7. Juli 1683); ⚭ König Friedrich I. in Preußen

## Regentschaft
Nach dem frühen Tod ihres Mannes 1663 führte Hedwig Sophie von Brandenburg als Landgräfin von Hessen-Cassel die Regentschaft in Hessen-Kassel, zunächst für ihren ältesten Sohn, Landgraf Wilhelm VII., dann nach dessen Tod 1670 für dessen jüngeren Bruder, Landgraf Karl, bis 1677. Die vorsichtige Außenpolitik ihres Mannes versuchte sie fortzusetzen und Bündnisse zu vermeiden, die Hessen-Kassel hätten in eine Auseinandersetzung hinein ziehen können. Bis 1673 konnte die Neutralität gewahrt werden. Gleichwohl schwebte durch die latente Expansionspolitik Frankreichs auch Hessen-Kassel ständig in der Gefahr, in die kriegerischen Auseinandersetzungen einbezogen zu werden. Hedwig Sophie konnte von den Landständen höhere Steuerzahlungen erlangen, die es ermöglichten, die nach dem Dreißigjährigen Krieg auf ein Minimum reduzierten Truppen wieder aufzustocken. Sie beteiligte sich nach 1673 an einem Bündnis unter ihrem Bruder, Kurfürst Friedrich Wilhelm von Brandenburg. Zugleich kam es zu einem Reichskrieg gegen Frankreich, an dem sich auch die Landgrafschaft mit einem Kontingent beteiligte.
In der Endphase ihrer Regentschaft versuchte sie den Zeitpunkt hinauszuzögern, zu dem ihr Sohn Karl die Regierung selbst übernahm. Das führte zu erheblichen Spannungen zwischen beiden. Letztlich übergab sie ihm jedoch die Regierungsgeschäfte am 8. August 1677.

## Hexenverfolgung
Bekanntes Opfer der Hexenprozesse unter ihrer Regentschaft war Katharina Lips aus Betziesdorf, die 1672 und 1673 in Marburg entsetzlichen Foltern unterworfen wurde.